# Говкра
Говкра - село в Лакському районі Дагестану.
Розташоване за 4 км від райцентру, на високому та зручному пагорбі. Звідси видко багато сіл південної частини району, тому в давнину тут був один з спостережних постів. На місці того посту й утворилося село.
Село відоме арочною будівлею, що занесена в список пам'ятників Дагестану, що охороняються. Також є будівля з джерелом на глибині 10 метрів, що збудована 200 років тому.
У 1886 році в селі було 76 дворів. В 1914 тут мешкало 300 осіб, а перед жовтневою революцією було 60 дворів. Зараз залишилось 10 господарств.